# رونالد فریزر
رونالد فریزر (انگلیسی: Ronald Fraser؛ ‏ ۱۱ آوریل ۱۹۳۰ – ۱۳ مارس ۱۹۹۷) یک هنرپیشه اهل بریتانیا بود. وی بین سال‌های ۱۹۵۷ تا ۱۹۹۶ میلادی فعالیت می‌کرد.
از فیلم‌ها یا برنامه‌های تلویزیونی که وی در آن نقش داشته‌است، می‌توان به خرده‌پولی از بهشت، برای قهرمانان خیلی دیر است، نجواگران، کوچ‌نشین‌ها، ردپای پلنگ صورتی، آدم‌های خیلی مهم، ببر کاغذی، کِـرِز، رسوایی و فاتوم اشاره کرد.